# Dieter Scheven
Dieter Scheven (* 1927 in Rostock) ist ein deutscher Verwaltungsjurist.

## Leben
Scheven war viele Jahre in der Wissenschaftsverwaltung Nordrhein-Westfalen in Düsseldorf tätig. Er war zuletzt seit 1979 Ministerialdirigent im Ministerium für Wissenschaft und Forschung (Wissenschaftsministerium) Nordrhein-Westfalens und Leiter der Abteilung für das Studien- und Prüfungswesen. Am 2. August 1990 erhielt er das Große Bundesverdienstkreuz. Er war Presbyter und Mitglied der Verwaltungskammer (Kirchengericht) der Evangelischen Kirche im Rheinland.
Nach dem  Studium promovierte Scheven zum Dr. jur. mit der Arbeit „Der Verwaltungsrechtsschutz im kirchlichen Bereich“ (Köln 1954). Nach der Pensionierung 1989 war er in Mecklenburg-Vorpommern als Berater des Kultusministeriums für den Aufbau der Wissenschaftsverwaltung tätig. Er war Vertreter des Landes NRW in der Deutschen Physikalischen Gesellschaft als Vorsitzender des Kuratoriums des Physikzentrums. Er engagierte sich in der Fritz Reuter Gesellschaft und war Gründungsmitglied und Geschäftsführer des Fördervereins der Reuter-Museen.